# 火红叉尾蜂鸟
火红叉尾蜂鸟（学名：Topaza pyra），又称火叉尾蜂鸟，是雨燕目蜂鸟科的一种鸟类。

## 特征
火红叉尾蜂鸟体重约12.11克，翼长约75.8毫米，嘴峰长约30.4毫米，喙宽度约2.9毫米，喙厚度约3毫米，跗蹠长约5.3毫米，尾长约70.5毫米。火红叉尾蜂鸟在其分布区内为留鸟，其栖息在密集的高大树木组成的森林中，食性为草食性，主要食物来源是植物的花蜜。

## 亚种
- ：分布于厄瓜多尔东部和秘鲁北部。
- ：分布于哥伦比亚东南部，委内瑞拉西南部和巴西西北部。
- 秘鲁中东部和巴西亚马逊州西部的种群所属亚种不明。[4]